# Kobieta w błękitnej wodzie
Kobieta w błękitnej wodzie – amerykański film z 2006 roku w reżyserii M. Nighta Shyamalana.

## Obsada
- Paul Giamatti – Cleveland Heep
- Bryce Dallas Howard – Story
- Jeffrey Wright – pan Dury
- Bob Balaban – pan Farber
- Sarita Choudhury – Anna Ran
- Cindy Cheung – młoda Soon
- M. Night Shyamalan – Vick
- Freddy Rodríguez – Reggie
- Bill Irwin – pan Leeds
- Mary Beth Hurt – Pani Bell
- Noah Gray-Cabey – Joey Dury
- Jason Mckee – chory imprezowicz
- Grant Monohon – Phat
- Mathew J. Wright – gość na imprezie
- J Bloomrosen – rozwiedziony facet